# Флуссио
Флуссио (итал. Flussio) — коммуна в Италии, располагается в регионе Сардиния, в провинции Ористано.
Население составляет 464 человека (2008 г.), плотность населения составляет 72 чел./км². Занимает площадь 7 км². Почтовый индекс — 8010. Телефонный код — 0785.
Покровительницей коммуны почитается Пресвятая Богородица, празднование 5 августа.

## Демография
Динамика населения:

## Администрация коммуны
- Официальный сайт: https://web.archive.org/web/20080807124522/http://www.comune.flussio.nu.it/